# Bundesfighter II Turbo
Bundesfighter II Turbo ist ein 2017 im Auftrag von Browser Ballett entwickeltes Browserspiel, in welchem Spieler die Spitzenkandidaten der Bundestagswahl 2017 gegeneinander antreten lassen können. Sowohl namentechnisch als auch inhaltlich stellt es eine Parodie von Capcoms Street Fighter II Turbo dar.
Als die Staatsanwaltschaft Stuttgart sich trotz einer Strafanzeige weigerte, gegen die Nutzung von Hakenkreuzen in dem Satirespiel zu ermitteln, erlangte Bundesfighter II Turbo mediale Aufmerksamkeit, stieß die Debatte um verfassungsfeindliche Symbole in Videospielen in Deutschland neu an und führte schlussendlich zu einer Reform des Regelwerks der USK.

## Spielmechanik
Als klassisches spritebasiertes 2D-Kampfspiel stehen sich während eines Kampfes zwei Charaktere gegenüber, welche das Ziel haben, die Lebensanzeige ihres Gegenübers durch Angriffe zu leeren. In Anlehnung an die Street-Fighter-Reihe stehen hierfür jedem spielbaren Charakter ein Schutzschild, verschiedene „light attacks“ und „heavy attacks“ mit je einer Sprung- und Ducken-Variation sowie zwei Spezial-Attacken (deren Aktivierung eine über den Kampfverlauf gefüllte „Power Bar“ voraussetzt), zur Verfügung. Zudem hat jeder Charakter eine eigene Stage.
Spieler haben die Wahl zwischen einem Story-Modus, in welchem gegen eine Reihe von computergesteuerten Gegnern angetreten werden muss, oder einem Versus-Modus, in welchem zwei menschliche Spieler die Charaktere kontrollieren.

## Charaktere
Die spielbaren Charaktere in Bundesfighter II Turbo sind satirische Darstellungen der Spitzenkandidaten zur Bundestagswahl 2017 von CDU, SPD, Linke, FDP, AfD und B90/Grüne.
- Merkel: Die zu diesem Zeitpunkt amtierende Bundeskanzlerin und Spitzenkandidatin der CDU. Aufgrund ihrer Darstellung als Echsenwesen (in Anlehnung an die reptiloide Verschwörungstheorie) beläuft sich der Großteil ihrer Angriffe auf eine Reihe an Schlägen mit ihrem Echsenschweif oder ihrer langen Zunge, während das Auslösen einer Spezial-Attacke den herabfallenden ehemaligen Bundeskanzler Helmut Kohl oder eine wortwörtliche „Flüchtlingswelle“ heraufbeschwört. Ihre Stage basiert auf dem Bundeskanzleramt in Berlin.
- Schulz: Als muskulöser, rollschuhfahrender Heiliger kämpft der SPD-Spitzenkandidat hauptsächlich mit Fußtritten und der wörtlichen Interpretation einer „Nazikeule“. Während eine seiner Spezial-Attacken eine Variation des Shoryukens (ein Signature Move von Ryu, dem Hauptcharakter der Street-Fighter-Reihe) darstellt, verwandelt er sich für die andere in den „Mega-Schulz-Zug“; ein Internet-Meme[5], welches sich auch auf seiner Stage, einer SPD-Parteiversammlung in Würselen, wiederfindet.
- Wagenknecht: Als Spitzenkandidatin der Linken finden sich in ihrem Moveset neben gewöhnlichen Tritten auch Hiebe mit Hammer und Sichel sowie ein Pioniergruß wieder, während ihre Spezial-Attacke einen mit einem anarchistischen Symbol gekennzeichneten DDR-Grenzwachturm aus dem Boden wachsen lässt. Der Kampf gegen sie wird vor dem Karl-Marx-Monument in Chemnitz (Karl-Marx-Stadt im Spiel) ausgetragen.
- Lindner: Während seine Spezial-Attacken aus einem Stich mit einem Selfie-Stick und einer Verwandlung in eine Heuschrecke (in Anlehnung an die Heuschreckendebatte) bestehen, greift der Großteil seiner Attacken das Stigma der FDP als „Reichen-Partei“[6] karikaturistisch auf. So ist dieser Charakter mit Golfschlägern und Sektflaschen als Waffen ausgestattet, wirbt nach einem Sieg für einen Thermomix und kämpft auf dem mit Pool und Bar ausgestatteten Dach eines Frankfurter Hochhauses.
- Gauland: Als Spitzenkandidat der AfD besteht sein Moveset neben Tritten und Schlägen aus Stichen mit einer sich nach Pinocchio-Manier verlängernden Nase. Hinzu kommen als Spezial-Attacken ein Gartenzwerg, welcher ähnlich dem Hadoken aus der Street-Fighter-Reihe als Geschoss dient, sowie die Verwandlung in einen Dackel. Schauplatz des Duells gegen ihn ist der Neumarkt in Dresden, auf dem gerade eine Pegida-Demonstration stattfindet.
- Özdehardt: Das Spitzenkandidaten-Duo der Grünen, Cem Özdemir und Katrin Göring-Eckardt, ist hier als der einzige Scherzcharakter des Spiels zusammengefasst. Beide stecken zusammen in einer Biotonne und können sich als einziger Angriff lediglich selbst schlagen. Die Stage dieses Charakters ist eine Waldorfschule in Freiburg.

## Rezeption
Kurz nach der Veröffentlichung erhielt Bundesfighter II Turbo überwiegend positive Rezensionen.
Spiegel Netzwelt beschrieb das Spiel als „abgespeckte 'Street Fighter'-Version“, welche „durchaus Spaß“ mache, bezeichnete jedoch eine der Spezialattacke Merkels, bei welcher der drei Monate zuvor verstorbene Helmut Kohl als Engel vom Himmel fällt, als „makaber“. Ghacks Technology News lobte den Humor des Spiels, merkte jedoch an, dass dieser wohl vor allem Spieler mit Interesse an deutscher Politik anspräche. Eurogamer empfahl Bundesfighter II Turbo allen, die „zumindest mal etwas Spaß, Unterhaltung und Aggressivität im Wahlkampf verspüren“ wollen. Quick-Save.de wies darauf hin, dass das eigentlich kostenlose Browserspiel aufgrund seiner Finanzierung durch den öffentlich-rechtlichen Rundfunk praktisch 17,50 € kosten würde, schloss aber mit dem Fazit: „Trotz der marginalen Probleme mit der Steuerung bekommt der Spieler hier endlich echten Wahlkampf geboten. Genauso wie er es verdient hat.“

### Hakenkreuz-Kontroverse
Die Sprung-Variation der „heavy attack“ des spielbaren Charakters Gauland zeigt den rechtsextremen Politiker, wie er seine Gliedmaßen in einer Weise anwinkelt, welche seinen gesamten Körper wie ein Hakenkreuz aussehen lässt.
Als Browserspiel unterliegt Bundesfighter II Turbo nicht der Kontrolle der USK, weswegen ein Mitglied des VDVC erst nach der Veröffentlichung bei der Staatsanwaltschaft Berlin Anzeige wegen mutmaßlicher Verletzung von Paragraph 86a des deutschen Strafgesetzbuches erstattete. Dieser verbietet die Verwendung von Kennzeichen verfassungswidriger Organisationen, unter anderem Symbole des NS-Regimes wie Hakenkreuze. Dieses Verbot erstreckt sich auch auf Medien, allerdings zusätzlich der Sozialadäquanzklausel, welche die Verwendung im Kontext von Kunst oder Bildung gestattet. Im Jahr 1998 beschloss das Oberlandesgericht Frankfurt im Fall von Wolfenstein 3D ein Urteil, in dessen Zuge Videospiele als weder Kunst- noch Bildungsobjekt definiert wurden.
Dieses führte als Präzedenzfall dazu, dass eine Vielzahl an Videospielen mit historischen Settings entweder nur zensiert oder gar nicht auf dem deutsche Markt erschienen, was sich selbst dann nicht änderte, als Videospiele durch die Aufnahme des Bundesverband Interaktive Unterhaltungssoftware in den Deutschen Kulturrat 2008 offiziell als Kunst anerkannt wurden. Dieser Umstand fand jedoch mit der Weigerung der Generalstaatsanwaltschaft Stuttgart, wegen Bundesfighter II Turbo zu ermitteln, da dieses in ihren Augen ein Kunstwerk darstelle, zum ersten Mal Anwendung. Zudem hieß es in der offiziellen Begründung der Generalstaatsanwaltschaft: „In der Literatur gilt das Urteil des OLG Frankfurt aus dem Jahr 1998 als überholt.“
Obwohl dies noch keinen neuen Präzedenzfall schuf, reformierte die USK am 9. August 2018 als Reaktion auf die Kontroverse ihr Regelwerk, sodass nun bei der Verwendung von Kennzeichen verfassungswidriger Organisationen in Videospielen im Einzelfall entschieden wird, ob die Sozialadäquanzklausel anwendbar ist, anstatt dies wie zuvor kategorisch auszuschließen.
Silberstein, welcher der Auftraggeber für die Programmierung des Spiels war, gab an, dass dieses vor allem den Zweck verfolgte, junge Wähler zu erreichen und dementierte die Existenz von nationalsozialistischer Symbolik im Spiel mit den Worten: „Das ist doch kein Hakenkreuz, das ist einfach eine Sprungattacke.“